# 에카
에카(eka)는 산스크리트어에서 1을 의미한다. 주기율표에서 같은 족에 속하면서 다음 주기에 위치해 있다는 의미이다.
멘델레예프의 단주기 주기율표에서 발견되지 않았던 갈륨 등을 표시할 때 에카알루미늄 등으로 표시했다.